# Distretto di Wejherowo
Il distretto di Wejherowo (in polacco powiat wejherowski) è un distretto polacco appartenente al voivodato della Pomerania.

## Geografia antropica

### Suddivisioni amministrative
Il distretto comprende 10 comuni.

Comuni

- Comuni urbani: Reda, Rumia, Wejherowo
- Comuni rurali: Choczewo, Gniewino, Linia, Luzino, Łęczyce, Szemud, Wejherowo

Nei comuni rurali di Linia e di Szemud il casciubo è riconosciuto e tutelato come lingua della minoranza.